# Carlos Santana
Carlos Humberto Santana Barragán (Autlán de Navarro, Jalisco, Mexikó, 1947. július 20. –) többszörös Grammy-díjas mexikói származású amerikai rockzenész, dzsesszzenész, gitáros.

## Élete
Az ifjú Santana tizenöt évesen kezdett gitározni. Zenéjére a legnagyobb hatást a latin kultúra gyakorolta. 1967-ben az Egyesült Államok nyugati partjára, San Franciscóba költöztek. Már a költözés évében tagja lett az Azteca nevű zenekarnak.
Az 1960-as évek végén vált ismertté csapatával, a Santana Blues Band együttessel.
1982-ben és 2008-ban 300 ezer ember előtt koncertezett. Santana latin zenei hatásait ötvözte a west coast rockkal, így már a kifejezés feltalálása előtt is "fusion" zenészként működött.
1972-ben John McLaughlin példáját követve spirituális jazz-fusion irányba indult el. 1976-tól kommersz rock- és tánczenei elemeket belesző dalaiba, ami máig védjegyévé számít.
Gyakran dolgozik együtt más zenészekkel, és folyamatosan próbál új stílusokat felfedezni, melyekkel tovább fűszerezheti saját zenéjét is. Santana nagyon letisztult és szenvedélyes gitáros, gitárjával olyan feszültséget képes teremteni, mint kevesen. Hangzása egyedi, játéka különös kifejezőerővel bír.
Stílusára nagy hatással volt Szabó Gábor Amerikába emigrált magyar jazzgitáros.

## Diszkográfia
Szólóban és a Santana együttessel.

### Albumok
- Santana (1969) US: 2x Platinum
- Abraxas (1970) US: 5x Platinum
- Santana III, (1971) US: 2x Platinum
- Carlos Santana & Buddy Miles! Live! (1972; C.S. with Buddy Miles) US: Platinum
- Caravanserai (1972) US: Platinum
- Love Devotion Surrender (1973; C.S. with John McLaughlin) US: Gold
- Welcome (1973) US: Gold
- Lotus (live) (1974)
- Illuminations (1974; C.S. with Alice Coltrane)
- Borboletta (1974) US: Gold
- Amigos (1976) US: Gold
- Festival (1977) US: Gold
- Moonflower (1977) US: 2x Platinum
- Inner Secrets (1978) US: Gold
- Oneness: Silver Dreams, Golden Reality (1979; C.S.)
- Marathon (1979) US: Gold
- The Swing of Delight (1980; C.S.)
- Zebop! (1981) US: Platinum
- Shango (1982)
- Havana Moon (1983; C.S. with Booker T. & the M.G.'s, Willie Nelson, and The Fabulous Thunderbirds)
- Beyond Appearances (1985)
- Freedom (1987)
- Blues for Salvador (1987; C.S.)
- Spirits Dancing in the Flesh (1990)
- Milagro (1992)
- Sacred Fire: Live in South America (1993) US: Gold
- Santana Brothers (1994; C.S. with Jorge Santana & Carlos Hernandez)
- Santana Live at the Fillmore (1997)
- Supernatural (1999) US: 15x Platinum
- Shaman (2002) US: 2x Platinum
- All That I Am (2005) US: Gold
- Carlos Santana and Wayne Shorter – Live at the Montreux Jazz Festival 1988 (2007)
- The Very Best of Santana (Live in 1968) (2007)
- Hymns for Peace (2007)
- Ultimate Santana (2007)
- Multi Dimensional Warrior (2008)
- Guitar Heaven (2010)
- Corazon (2014)
- Power of Peace (2016)
- Santana IV (2016)
- Africa Speaks (2019)
- Splendiferous (2021)
- Blessings and Miracles (2021)

### Válogatásalbumok
- Santana Greatest Hits (1974)
- Viva Santana! (Remixed Hits, Live & Previously Unreleased Collection) (1988)
- Definitive Collection (Import) (1992)
- Dance of the Rainbow Serpent (3-CD Box Set) (1995)
- The Very Best of Santana (Single Disc Import) (1996)
- The Ultimate Collection (3-CD Import) (1997)
- The Best of Santana (1998)
- Best Instrumentals (Import) (1998)
- Best Instrumentals Vol. 2 (Import) (1999)
- The Best of Santana Vol. 2 (2000)
- The Essential Santana (2-CD 2002)
- Ceremony: Remixes & Rarities (2003)
- Love Songs (Import) (2003)
- The Hit Collection (2007)
- Ultimate Santana (2007)
- Multi-Dimensional Warrior (2008)
- Shape Shifter (2012)[3]

### Kislemezek
- 1969: "Jingo" #56 US
- 1970: "Evil Ways" #9 US
- 1971: "Black Magic Woman" #4 US
- 1971: "Everybody's Everything" #12 US
- 1971: "Oye Como Va" #13 US
- 1972: "No One to Depend On" #36 US
- 1974: "Samba Pa Ti" #27 UK
- 1976: "Let It Shine" #77 US
- 1977: "She's Not There" #27 US, #11 UK
- 1978: "Well All Right" #69 US
- 1979: "One Chain (Don't Make No Prison)" #59 US
- 1979: "Stormy" #32 US
- 1980: "You Know That I Love You" #35 US
- 1981: "Winning" #17 US
- 1981: "The Sensitive Kind" #56 US
- 1982: "Hold On" #15 US
- 1982: "Nowhere to Run" #66 US
- 1985: "Say It Again" #46 US
- 1999: "Smooth" (Rob Thomas közreműködésével) #1 US, #3 UK (charted in 2000)
- 2000: "Maria Maria" (The Product G&B közreműködésével) #1 US, #6 UK
- 2002: "The Game of Love" (Michelle Branch közreműködésével) #5 US, #16 UK
- 2003: "Nothing at All" (Musiq Soulchild közreműködésével)
- 2003: "Feels Like Fire" (Dido közreműködésével) #26 NZ
- 2004: "Why Don't You & I" (Alex Band közreműködésével) #8 US
- 2005: "I'm Feeling You" (Michelle Branch közreműködésével) #55 US
- 2005: "Just Feel Better" (Steven Tyler közreműködésével) #8 AUS
- 2006: "Cry Baby Cry" (Sean Paul és Joss Stone közreműködésével) #71 UK
- 2007: "No Llores" (Gloria Estefan (Carlos Santana, Jose Feliciano és Sheila E. közreműködésével)
- 2007: "Into the Night" (Chad Kroeger közreműködésével) #2 CAN, #5 SA, #5 Italy, #19 Germany , #30 US
- 2007: "This Boy's Fire" (Jennifer Lopez és Baby Bash közreműködésével)
- 2019: "In Search of Mona Lisa"

### Videók
- Carlos Santana – Influences (videó)
- Sacred Fire. Live in Mexico. (videó és DVD)
- Supernatural (videó és DVD)
- Viva Santana (DVD)

### Egyéb
Michael Jackson 2001-es albumán, az Invincible című lemezen szereplő Whatever Happens dalban gitározik.